# Zalipais turneri
Zalipais turneri är en snäckart som beskrevs av Powell 1939. Zalipais turneri ingår i släktet Zalipais och familjen Skeneidae. Inga underarter finns listade i Catalogue of Life.